# 永山美穂
永山 美穂（ながやま みほ、1977年3月10日 - ）は、かつて三桂に所属していたフリーアナウンサー。

## プロフィール
千葉県成田市出身。血液型: O型。上野学園大学音楽部器楽学科（ピアノ専攻）卒業、中学校及び高等学校の音楽教諭一種免許を有する。
一時期は競艇決勝戦中継の進行役として広く知られていた。
2011年までに三桂との契約を解除し、アナウンサー業を引退、または無期限の活動休止状態になっている。

## 過去の出演番組
- ゆうまるジャスト　金曜日キャスター　（チバテレビ）
- ニュースC-MASTER サブキャスター（チバテレビ）
- FNNスーパーニュース スーパー特報/レポーター（不定期、フジテレビ）
- 日曜囲碁対局（テレビ東京）
- スーパー早碁（テレビ東京）
- ワールドビジネスサテライト／MJカウントダウン（テレビ東京）
- SG競艇LIVE（日本レジャーチャンネル、地上波はテレビ東京ほか）
- やじうまプラス　レポーターテレビ朝日
- ビートたけしのTVタックル（テレビ朝日）